# スーセントマリー (ミシガン州)

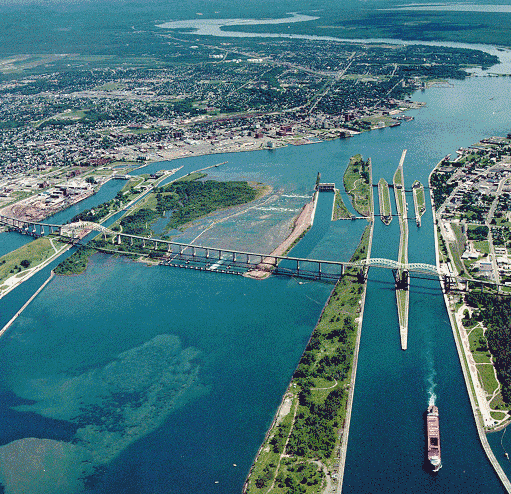
スーセントマリー運河

スーセントマリー（英: Sault Ste. Marie、仏: Sault-Sainte-Marie）は、アメリカ合衆国ミシガン州アッパー半島東端に位置する都市。同州チッペワ郡の郡庁所在地である。人口は1万3337人（2020年）で、アッパー半島の都市としてはマーケットに次ぐ規模である。ミシガン州では最古、アパラチア山脈以西で3番目に長い歴史を持つ都市で、その歴史は1668年にさかのぼることができる。
スーセントマリーはカナダとの国境になっているセントメアリーズ川の河岸に形成されている。対岸のカナダ側スーセントマリーとはスーセントマリー国際橋で結ばれている。ミシガン州側の南詰は州間高速道路75号線の北の終点になっている。
スーセントマリーの名を知らしめているスーセントマリー運河はセントメアリーズ川の両側に掘られている。この運河はスペリオル湖とヒューロン湖の高低差に起因するセントメアリーズ川の急流を克服して船舶を通すために閘門を用いている閘門式運河である。同様の形式の運河にはパナマ運河などの例がある。国内外の大型の船舶が通るのは主に4つの閘門を有するミシガン州側のほうである。同運河を通る船舶には長さ300m、幅30mを超えるものもある。ただし、これはスペリオル湖（主にダルース港）とヒューロン湖・ミシガン湖・エリー湖を行き来する船舶に限っての話である。ナイアガラ滝を回避するウェランド運河を通航するにあたっての制限があるため、アメリカ合衆国外やオンタリオ湖以東からの船舶はそこまで大きくない。また、スーセントマリー運河はアッパー半島の観光名所のひとつでもある。これに夏の涼しさと周辺の自然環境、近隣のカジノを活かした観光業がスーセントマリーの主産業である。

## 歴史

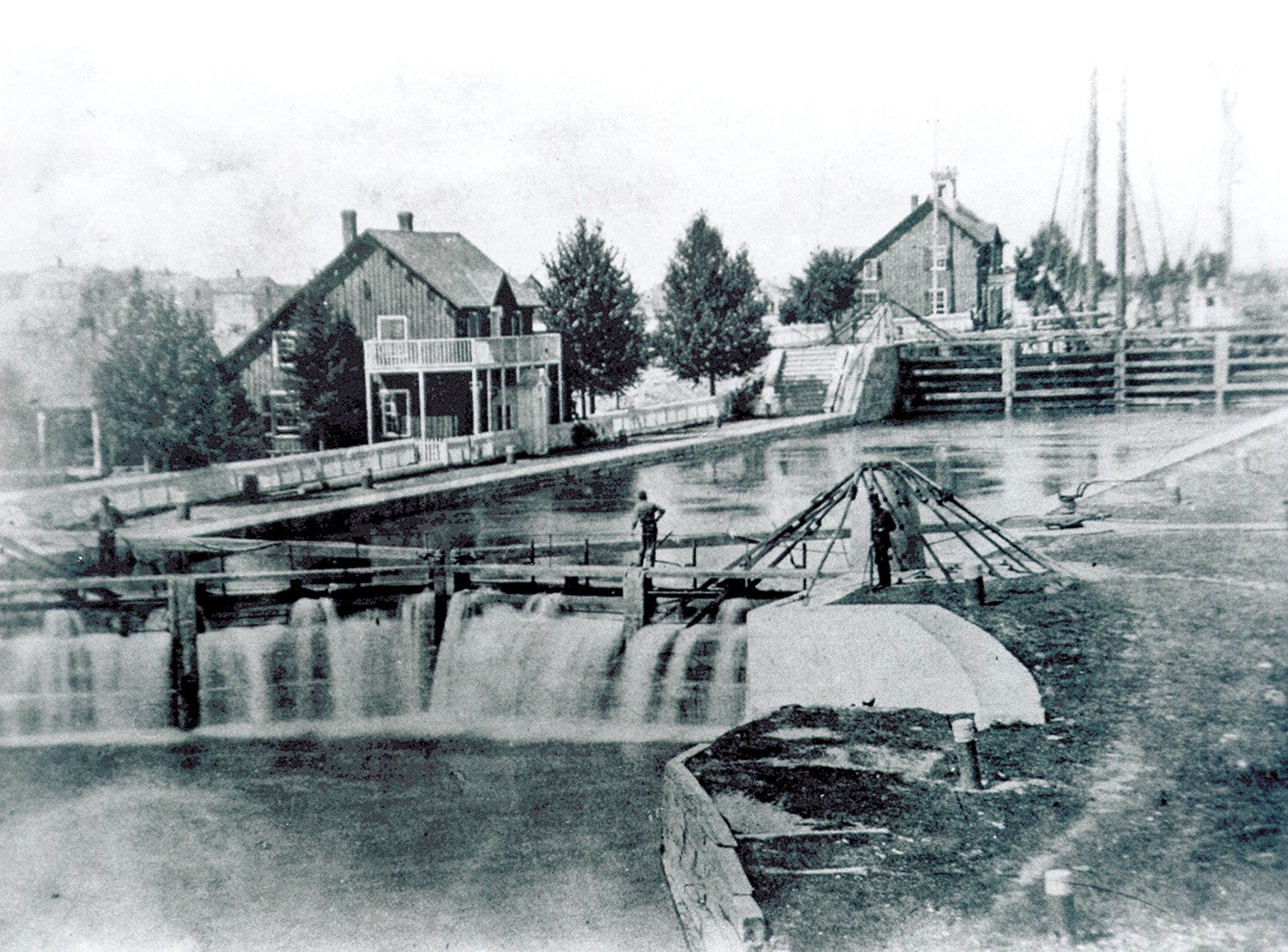
19世紀のスーセントマリー運河

この地にはもともとネイティブ・アメリカンのオジブワ族が住み着いていた。何世紀にもわたって、スーセントマリー周辺は生活の糧となる魚に恵まれていた。この地に初めてヨーロッパ人が足を踏み入れたのは1668年のことであった。フランスから訪れたイエズス会の宣教師、クロード・ダブロンとジャックス・マルケットはこの地を布教の拠点とすべく教会堂を建て、アパラチア山脈以西では3番目となる町を建設した。
町の北を流れるセントメアリーズ川が急流で船舶の航行が困難であったため、スーセントマリーは船荷の積降地として栄えていった。スーセントマリーを経由した連水陸送でヒューロン湖側からスペリオル湖側、またはその逆に船荷を移すのには何週間もかかった。1855年、この急流を避け、2つの湖の高低差を克服して船舶を通すために閘門を用いたスーセントマリー運河が開通した。この運河の開通によりスペリオル湖とヒューロン湖以東との水上交通路が確立され、スーセントマリーのみならずダルースやマーケットなどスペリオル湖岸の港湾都市が発展していった。

### 市名の由来
市名のスーセントマリー（Sault Ste. Marie）はフランス語のSaults de Sainte-Marieに由来している。saultという語については2つの説がある。1つは「跳ぶ」という意味のフランス語であるsautの旧式綴りであるという説である。もう1つは1600年頃の文献に記されているように「滝」もしくは「急流」を意味するという説である。近代フランス語においては後者の意味で用いられることが多く、この意味であるならば、Saults de Sainte-Marieは「セントメアリーズ川の急流」という意味になる。なお、同源のスペイン語であるsaltoは現在でも急流を意味している（例: サルト (ウルグアイ)）。

## 地理

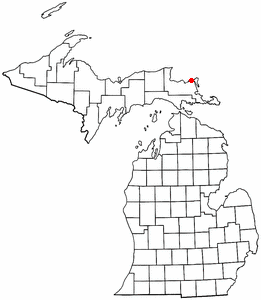
ミシガン州内の位置

スーセントマリーは北緯46度29分43秒 西経84度20分43秒 / 北緯46.49528度 西経84.34528度に位置している。市はアッパー半島の東端に位置している。市街地は市の北を流れるセントメアリーズ川に沿って形成され、東西約3km、南北約1.5kmの範囲内に収まっている。セントメアリーズ川はカナダとの国境になっており、対岸にはオンタリオ州スーセントマリー（人口約75,000人）が位置している。両国のスーセントマリーはスーセントマリー国際橋によって結ばれている。橋の南詰は州間高速道路75号線の北の終点となっている。デトロイトからは北北西へ約550kmである。
アメリカ合衆国統計局によると、スーセントマリー市は総面積52.3km²（20.2mi²）である。このうち38.4km²（14.8mi²）が陸地で13.9km²（5.4mi²）が水域である。総面積の26.63%が水域になっている。
スーセントマリーはミシガン州内きっての豪雪地帯として知られている。年間降雪量は平年で325cmに達し、観測史上では530cmを記録したこともある。1995年12月には、5日間吹き荒れたブリザードによって157.5cmの降雪が記録された。この間、24時間最高降雪量は71.1cmであった。降雪量を加味すると、スーセントマリーの年間降水量は約880mmである。
スーセントマリーの冬は大雪のみならず寒さも厳しく、1月の平均気温は氷点下10度ほどである。最低気温が氷点下になる日は年間180日に達する。一方夏は涼しく、日中でも摂氏30度を超えることはほとんどなく、7月の月平均気温は摂氏18度程度である。

## 教育
スーセントマリーにはレイクスペリオル州立大学がキャンパスを構えている。同学は1946年、アッパー半島東部に住む第二次世界大戦の退役軍人に高等教育の機会を与えるためにホートンに本部キャンパスを置くミシガン鉱工業大学（現ミシガン工科大学の分校として建てられたものである。同学は1966年にミシガン工科大学から分離し、1987年に現在の名称になった。同学は州内のミシガン大学など総合大学とは異なり、4年制大学とコミュニティ・カレッジを兼ねる、小規模な地域密着型の高等教育機関としての役割を果たしている。現在、同学では約3,000人の学生が学んでいる。

## 人口動勢
以下は2000年国勢調査による人口統計データである。
| 基礎データ - 人口: 16,542人 - 世帯数: 5,742世帯 - 家族数: 3,301家族 - 人口密度: 431.0人/km²（1,116.3人/mi²） - 住居数: 6,237軒 - 住居密度: 162.5軒/km²（420.9軒/mi²） 人種別人口構成 - 白人: 73.99% - アフリカン・アメリカン: 6.51% - ネイティブ・アメリカン: 13.72% - アジア人: 0.65% - 太平洋諸島系: 0.05% - その他の人種: 0.47% - 混血: 4.61% - ヒスパニック・ラテン系: 1.86% 年齢別人口構成 - 18歳未満: 19.4% - 18-24歳: 18.1% - 25-44歳: 31.9% - 45-64歳: 18.2% - 65歳以上: 12.5% - 年齢の中央値: 33歳 - 性比（女性100人あたり男性の人口） - 総人口: 122.0 - 18歳以上: 128.3 | 世帯と家族（対世帯数） - 18歳未満の子供がいる: 28.8% - 結婚・同居している夫婦: 39.9% - 未婚・離婚・死別女性が世帯主: 13.2% - 非家族世帯: 42.5% - 単身世帯: 33.8% - 65歳以上の老人1人暮らし: 13.3% - 平均構成人数 - 世帯: 2.28人 - 家族: 2.92人 収入と家計 - 収入の中央値 - 世帯: 29,652米ドル - 家族: 40,333米ドル - 性別 - 男性: 29,656米ドル - 女性: 21,889米ドル - 人口1人あたり収入: 14,460米ドル - 貧困線以下 - 対人口: 17.5% - 対家族数: 12.7% - 18歳未満: 19.6% - 65歳以上: 12.5% |

## 姉妹都市
スーセントマリーは日本の滋賀県蒲生郡竜王町と姉妹都市提携を結んでいる。